# Sindhochelys ragei
Sindhochelys ragei  — вимерлий вид бокошийних черепах родини Bothremydidae, що існував у Азії у ранньому палеоцені. Описаний у 2021 році.

## Рештки
Викопні рештки черепахи знайдені у відкладеннях формації Кхадро поблизу фортеці Ранікот у провінції Сінд на півдні Пакистану. Було знайдено фрагменти карапакса і щитка.

## Етимологія
Вид названий на честь французького палеогерпетолога Жана-Клода Раже.